# José Alberto García
José Alberto García Collazo (Mexicali, 22 febbraio 1995) è un calciatore messicano, attaccante svincolato.

## Caratteristiche tecniche
È un centravanti.

## Carriera

### Nazionale
Nel 2015 con la nazionale Under-20 messicana ha disputato il campionato nordamericano di categoria.

## Palmarès

### Nazionale
- Campionato CONCACAF Under-20: 1

2015